# Квітка кактуса (фільм)
«Квітка кактуса» (англ. Cactus Flower) — американська романтична комедія 1969 року режисера Джина Секса з Волтером Метгау й Інгрід Бергман у головних ролях. Цей фільм знятий на основі однойменної голівудської п'єси (1965), написаної Ейбом Берроузом з французького оригіналу 1964 року «Квітка кактуса» (фр. «Fleur de cactus») авторів-драматургів П'єра Барійє та Жана-П'єра Ґреді.

## Короткий сюжет
Лікар-стоматолог середніх років Джуліан Вінстон (Волтер Метгау) закоханий у молоду білявку Тоні Сіммонс (Голді Гоун), а вона кохає його. Але їх стосунки ускладнюються через те, що при знайомстві Вінстон сказав Тоні, що він одружений і має трьох дітей, що було неправдою. Схильна до самогубства дівчина одного разу ледве не наклала на себе руки, коли лікар не прийшов до неї додому, не повідомивши попередньо. Самогубству Тоні завадив її сусід Ігор Саліван (Рік Ленц).
Намагаючись довести серйозність своїх намірів щодо Тоні, Вінстон умовляє свою помічницю медсестру Стефані Дікінсон (Інгрід Бергман) видати себе за місіс Вінстон, але ситуація стає ще більш заплутаною...

## Ролі виконували
- Волтер Метгау — Джуліан Вінстон
- Інгрід Бергман — Стефані Дікінсон
- Голді Гоун — Тоні Сіммонс
- Джек Вестон — Гарві Грінфілд
- Рік Ленц — Ігор Саліван
- Віто Скотті — сеньйор Артуро Санчес

## Сприйняття

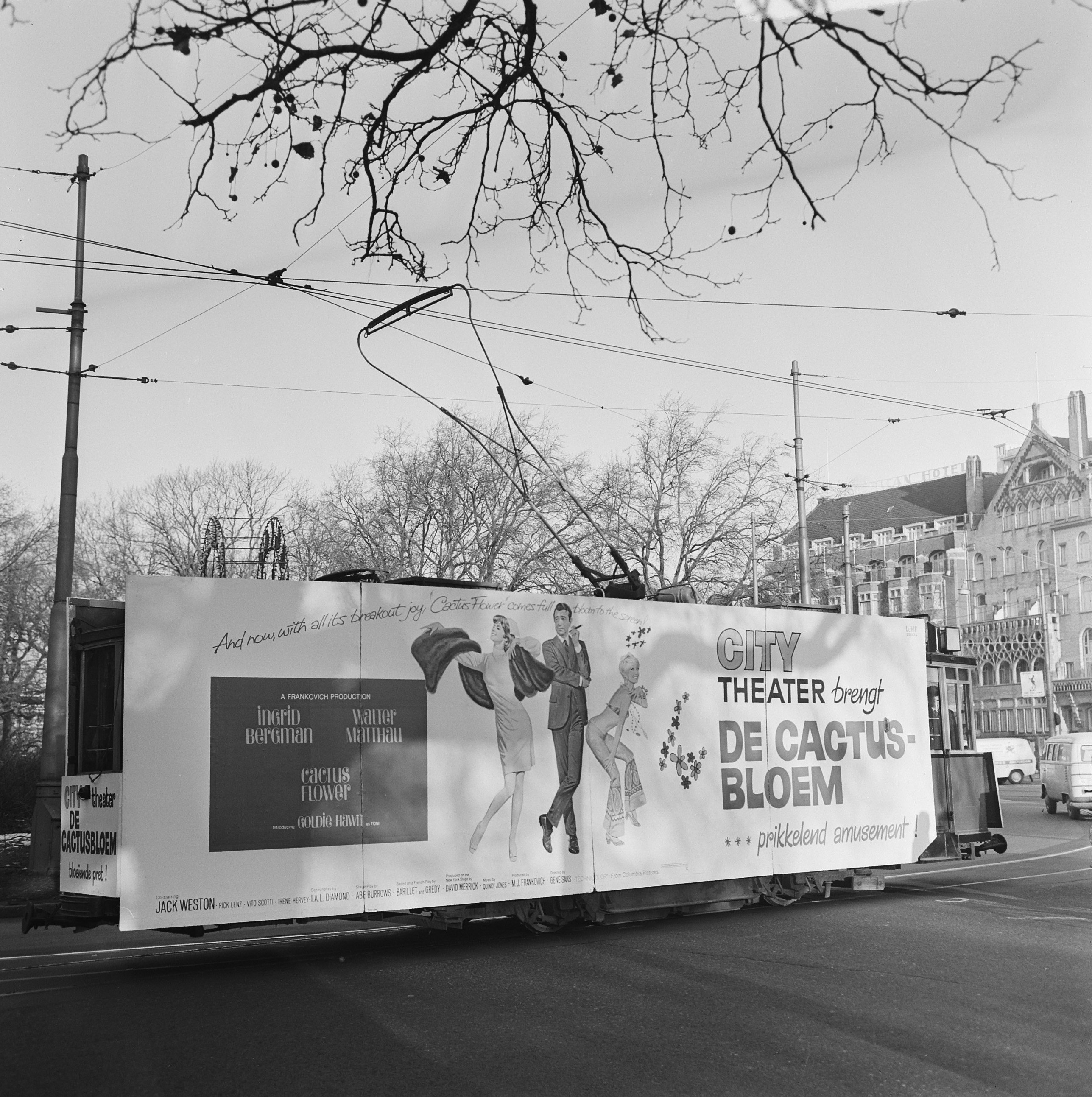
Рекламний трамвай з плакатом фільму «Квітка кактуса» на вулицях міста Нідерландів (1969)

### Критика
Фільм отримав схвальні відгуки: Rotten Tomatoes дав оцінку 88% на основі 17 відгуків від критиків і 81% від більш ніж 2500 глядачів. «Квітка кактуса» став дев'ятим за касовими зборами фільмом 1969 року.

### Нагороди
- Фільм був номінований на премію «Золотий глобус» за найкращий фільм — комедія або мюзикл.
- Інгрід Бергман була номінована на премію «Золотий глобус» за найкращу жіночу роль — комедія або мюзикл.
- Голді Гоун, виконавши свою першу велику роль у кінофільмі, отримала премії «Оскар» і «Золотий глобус» за найкращу жіночу роль другого плану.

## Цікаві факти
У різних країнах у різний час виходили ремейки фільму «Квітка кактуса».
2011 року вийшов ремейк у США — «Дружина напрокат» з Дженніфер Еністон, Адамом Сендлером та Бруклін Декер у головних ролях.